# Denís Urubko
Denís Víktorovich Urubko (en ruso: Дени́с Ви́кторович Уру́бко, 29 de julio de 1973, Nevinnomyssk (antigua URSS y actual Rusia)) es alpinista profesional ruso, periodista freelance, escritor y ponente en conferencias. Denís posee la doble nacionalidad rusa y polaca, siendo anteriormente también ciudadano kazajo, condición a la cual renunció en 2012. 
En 2009, se convirtió en la decimoquinta persona del mundo que consiguió ascender todas las cimas de los 14 ochomiles y la 8.ª persona en lograrlo sin el uso suplementario de oxígeno en la mayoría de los casos por rutas diferentes a la normal, abriendo vía en cinco de ellos, y con varias ascensiones invernales.

## Reseña biográfica
La primera aproximación a las montañas fue de la mano de sus padres. Inscrito en un club de turismo, realiza sus primeras ascensiones fáciles por el Cáucaso. A los 14 años de edad emigra a la Isla de Sajalín. También con sus padres se adentra en zonas forestales silvestres de la isla, consiguiendo una enorme experiencia aventurera. En 1990 cursa estudios en la universidad de Vladivostok. Allí, conoce a algunos escaladores, pero todavía viaja solo. Debutó en el sistema montañoso de Kodar, en el verano 1991, por la cara norte de un pico de 2600 m. Tras pasar dos semanas de viaje en solitario en Altái, asciende con éxito al Monte Beluja Este (4.506 m.) El 2 de febrero de 1992 asciende el volcán Kliuchevskoi, la cima más alta de la península de Kamchatka y el volcán activo más alto de Eurasia.
Ese año, Denis se inicia en el alpinismo oficial (clasificación URSS): En 1992, en la federación de Vladivostok, en un campamento de escalada consigue primero el tercer grado en la zona montañosa de Badjal y después el segundo grado en Ala-Archa. En enero del 1992 emigra a Almatý, donde es incluido en la sección de montaña del Club Deportivo del Ejército de Kazajistán.
Continua en el ejército durante varios años, de 1993 a 2011, ascendiendo de soldado hasta teniente. En esta época estableció su residencia en la ciudad de Almatý, desde donde hizo ascensiones en diferentes regiones montañosas. Tras el apoyo en 2002 como entrenador del un fuerte equipo de jóvenes montañeros, completa las mejores ascensiones personales y es nominado en muchos certámenes.
En 2006, obtuvo la victoria en la Carrera de Velocidad de ascenso al Elbrus, donde estableció un nuevo récord escalando desde la estación de Azau hasta la cumbre en tan solo 3 h, 55 min y 58 s. Esa escalada representa un progreso de ascenso vertical de casi 3.250 metros, lo que supone, en la práctica, una subida de más de 800 m/hora. Así, consiguió ascender casi 40 minutos por delante del segundo finalista. Igualmente, obtuvo la victoria del Festival de Montaña del Khan Tengri cuando consiguió escalar desde el campo base a 4.200 metros hasta la cima, situada a 7.010 m s. n. m. y regresar nuevamente al punto de inicio en tan solo 12 horas y 21 minutos, obteniendo una nueva marca de velocidad 3 horas más rápida que la anterior.
Urubko ha escalado dos cumbres de más de 8.000 m s. n. m. en temporada invernal: el Makalu en 2009 junto a Simone Moro y el Gasherbrum II en 2011, compartiendo la escalada con Cory Richards y, de nuevo, con Simone Moro. Ha abierto nuevas rutas de escalada en el Cho Oyu, en el Manaslu y en el Broad Peak. Así mismo, tiene en su haber contabilizadas un total de 19 ascensos a cumbres de más de 8000 metros. Posee además el título "Snow Leopard", obtenido en 1999, al haber escalado las cinco cumbres de más de 7000 metros ubicadas en la antigua URSS en tan sólo 42 días. Siempre ha ascendido todas las cumbres sin el uso de oxígeno suplementario. 
El 23 de mayo de 2008, participa en el malogrado rescate de su amigo Iñaki Ochoa de Olza en la Arista Este del Anapurna. Junto a un grupo de quince alpinistas, donde se encontraban Horia Colibasanu, Ueli Steck, Don Bowie y él, emprenden la misión de rescate. Ante la imposibilidad de acceder con helicóptero por el mal tiempo, Don y él cargan con el oxígeno desde más abajo del Campo Base y emprenden una ascensión de más de 3.000 m en menos de 24h. Desgraciadamente Iñaki fallece cuando estaban a tan solo 3 horas de llegar hasta su posición.
En 2018, mientras participaban de una expedición polaca que intentaba la primera ascensión invernal al K2, Adam Bielecki y Denis Urubko realizaron una importante operación de rescate en Nanga Parbat logrando salvar a Élisabeth Revol, montañera francesa que regresaba después de realizar cumbre junto a su compañero de expedición Tomek Mackiewicz a quien no fue posible encontrar.
Denis consiguió la escalada de los 14 ochomiles en tan solo nueve años, durante el período comprendido entre el 24 de mayo de 2000 al 11 de mayo de 2009. Entre sus éxitos como escalador, cabe el ascenso al Lhotse por una variante de la ruta habitual y una nueva ascensión a través de una nueva vía abierta que obtuvo en 2010.